# Unimog 419
Der Unimog 419  ist ein Fahrzeug der Unimog-Reihe, das auf Basis des Unimog 406 als Pionierfahrzeug für die US-Army entwickelt wurde. Daimler-Benz baute dieses Fahrzeug von 1986 bis 1991 im Mercedes-Benz-Werk Gaggenau, alle Fahrzeuge wurden in die USA geliefert und ausschließlich von der US-Army und den Marines genutzt. Es entstanden vier Baumuster. Vertrieben wurde der Unimog 419 unter dem Markennamen Freightliner. Die meisten Fahrzeuge waren sogenannte Small Emplacement Excavators, kurz SEE Tractor. 2001 wurde entschieden, dass 2200 der 2416 gebauten Fahrzeuge bei Daimler generalüberholt werden sollten.
Technisch basieren die Fahrzeuge auf dem Unimog 406, allerdings wurde ein leistungsstärkerer Motor mit 81 kW eingebaut. Der SEE Tractor hat anstelle eines Frontkrafthebers eine vordere Schaufel und hinten einen Baggerarm. Zwar wurde das Fahrzeug in Gaggenau in Deutschland produziert, doch viele Teile wurden aus den USA zugeliefert, um den Wünschen des US-Militärs zu entsprechen. Darunter fällt die gesamte 24-Volt-Bordelektrik. Als aufwändig stellte sich die Lackierung mit der amerikanischen Militärfarbe heraus.

## Baumusterübersicht

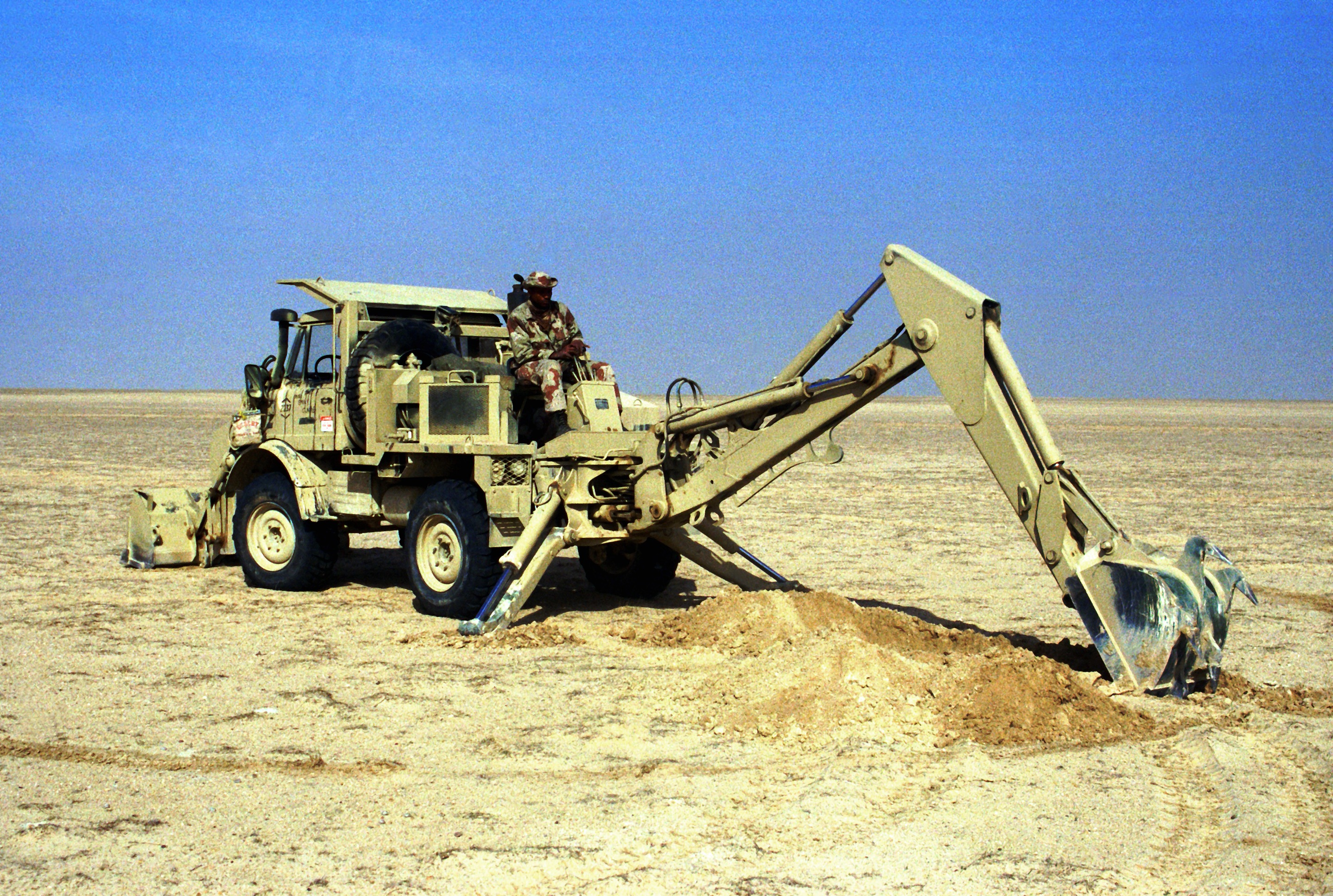
Gut sichtbar: Die hintere Schaufel

Alle Baumuster haben 2380 mm Radstand, eine geschlossene zweisitzige Kabine und den Dieselmotor OM 352 mit 81 kW Leistung.
| Baumuster | Modellbezeichnung | Produktionszahlen |
| --------- | ----------------- | ----------------- |
| 419.101   | SEE Tractor       | 2086              |
| 419.102   | HME Tractor       | 13                |
| 419.103   | HMMH Tractor      | 164               |
| 419.104   | HME Tractor       | 153               |

Amerikanische Abkürzungen:
- SEE: Small Emplacement Excavator (Kleinbagger)
- HME: High Mobility Entrencher (Hochgeländegängiger Schützengrabenbagger)
- HMMH: High Mobility Material Handler (Hochgeländegängiger Spezialbagger)

## Technische Daten
| Modell               | Unimog 419 |
| -------------------- | --- |
| Motor                | OM 352 |
| Bauart               | Wassergekühlter Reihensechszylinder-Saugdieselmotor (Viertakt)                                                                            |
| Bohrung × Hub        | 97 mm × 128 mm |
| Hubraum              | 5675 cm³ |
| Nennleistung         | 81 kW bei 2800 min−1 |
| Maximales Drehmoment | 318 N·m bei 1700 min−1 |
| Kupplung             | Einscheibentrockenkupplung, Durchmesser 310 mm                                                                                            |
| Getriebe             | Daimler-Benz-Synchrongetriebe 16 Vorwärts- und 8 Rückwärtsgänge                                                                           |
| Bremsanlage          | Hydraulische Zweikreisbremsanlage mit Druckluftunterstützung (Bremsservo); Scheibenbremsen rundum                                         |
| Bereifung            | Niederdruckmehrzweckreifen, 12,5” R20 12 PR                                                                                               |
| Zapfwellen           | Front-, Heck- und Zentralzapfwelle, 600 oder 1100 min−1, 35 mm                                                                            |
| Elektrische Anlage   | 24 V Bordnetzspannung 2 × Bleisäureakkumulator, je 12 V, 100 Ah Dreiphasendrehstromlichtmaschine, Leistung 0,49 kW Anlasserleistung: 4 kW |